# Cremnomys
Cremnomys is een geslacht van knaagdieren uit de muizen en ratten van de Oude Wereld dat voorkomt in zuidelijk India. Er zijn Vroeg-Pliocene fossielen van deze soort bekend van de Siwaliks in Noordwest-India. Daarnaast zijn er Laat-Pleistocene kiezen gevonden in Sichuan en Guizhou die mogelijk ook tot dit geslacht behoren. Madromys blanfordi werd tot 2005 ook in dit geslacht geplaatst.
Dit geslacht bestaat uit ratten met een zachte vacht en een lange staart. De staart is eenkleurig of slechts licht tweekleurig (iets donkerder aan de bovenkant en iets lichter aan de onderkant).
Er zijn twee soorten:
- Cremnomys cutchicus (Zuid-India)
- Cremnomys elvira (Tamil Nadu, Zuid-India)